# LaFee

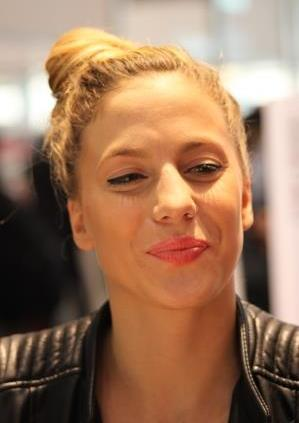
LaFee (2014)

LaFee (bürgerlich Christina Klein; * 9. Dezember 1990 in Stolberg im Rheinland) ist eine deutsche Pop-Rock-Sängerin und Schauspielerin.
Seit 2006 veröffentlichte LaFee fünf Studioalben, davon drei mit ihrer Band. Sie platzierten sich alle in den deutschen Charts. Sowohl das Debütalbum als auch der Nachfolger Jetzt erst recht (2007) erreichten in Deutschland und Österreich die Spitze der Albumcharts.

## Werdegang
Christina Kleins Mutter stammt aus Griechenland, ihr deutscher Vater ist als Kraftfahrer tätig. Klein wuchs zusammen mit ihrem vier Jahre älteren Bruder im Stolberger Stadtteil Büsbach auf. Ihre Mutter betrieb im Stadtteil Breinig einen Imbiss. Parallel zu ihrer Arbeit als Sängerin machte sie 2007 ihren Hauptschulabschluss.
Klein stand mit zehn Jahren das erste Mal vor der Kamera, gefördert von ihrer Mutter. Auch bei Arabella Kiesbauer war sie zu dieser Zeit zu sehen und zu hören. In einer Schülerband sang sie vor allem Charthits. Zudem bewarb sie sich bei der Castingshow Star Search, vergaß aber bei ihrem Auftritt ihren Text und kam deshalb nicht ins Fernsehen. 2004 trat sie beim Kiddy Contest auf, einem österreichischen Gesangswettbewerb für Kinder, bei dem sie von der Tochter des Musikproduzenten Bob Arnz entdeckt wurde, der sie unter Vertrag nahm.

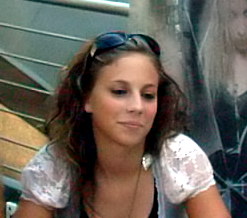
LaFee bei einer Autogrammstunde in Essen (2006)

Unter dem Namen LaFee erschien am 10. März 2006 ihre Debütsingle Virus, die – massiv unterstützt durch die Jugendzeitschrift Bravo und den Musiksender VIVA – in die deutschen Singlecharts gelangte. Für die musikalische Umsetzung sind Songwriter Gerd Zimmermann und Bob Arnz verantwortlich. Ihr Schauspieldebüt gab LaFee in der Handy-Soap Ninas Welt, die von November 2006 bis zum Frühjahr 2007 ausgestrahlt wurde. Am 9. und 10. April 2008 war sie bei der RTL-Serie Gute Zeiten, schlechte Zeiten als Tina Gross zu sehen, die Exfreundin von Dominik Gundlach (Raúl Richter), der zuvor in den Musikvideos von Heul doch und Shut Up dabei war.
2007 erschien LaFees zweites Album Jetzt erst recht, das nach kurzer Zeit Goldstatus in Deutschland und Österreich erreichte. Ihren größten Auftritt hatte sie am 31. Dezember 2006 vor dem Brandenburger Tor mit mehr als einer Million Zuschauern. Am 27. Juni 2008 brachte sie mit Shut Up ein Kompilationsalbum heraus, bei dem die Songs der ersten beiden Alben als jeweils englischsprachige Versionen zusammengefasst wurden. Am 25. August 2007 hatte LaFee einen Auftritt beim „Schau-nicht-weg“-Open-Air am Brandenburger Tor vor 119.000 Menschen.
Am 2. Januar 2009 folgte mit Ring frei LaFees drittes Studioalbum, aus dem die beiden Singles Ring frei und Scheiß Liebe ausgekoppelt wurden. Ende desselben Jahres erschien das Kompilationsalbum Best Of. Im Folgenden nahm sich LaFee bis zum April 2011 eine berufliche Auszeit. Nach der Auszeit stieg ihre neue Single Ich bin auf Platz 80 der deutschen Charts ein. Sie trat mit dem Lied auch bei The Dome 58 auf. Ich bin wurde zum Titellied der RTL-2-Sendung Family Stories. Das Studioalbum Frei erreichte Platz 14 der Media-Control-Charts. Am 11. November 2011 erschien mit Leben wir jetzt eine zweite Singleauskopplung von Frei. Diese stieg auf Platz 43 der VIVA-Clipcharts ein. Das Lied platzierte sich als erstes von LaFee nicht in den Hitparaden.
Bis Ende März 2012 nahm LaFee als Musikpatin an der KiKa-Show Dein Song teil. Sie steuerte mit Zeig Dich! den Titelsong zum Kinofilm Hanni & Nanni 2 bei, der am 11. Mai 2012 als Single veröffentlicht wurde.
Im September 2012 erschienen in der deutschen Ausgabe des Herrenmagazins Playboy Aktaufnahmen von LaFee. Von Mitte November bis Ende Dezember 2012 spielte LaFee die Rolle des Engels und der Belle im Musical Vom Geist der Weihnacht in Essen.
Vom 22. Oktober 2014 bis zum 23. Oktober 2017 spielte sie die Rolle der Iva Lukowski in der RTL-Soap Alles was zählt. Am 14. November 2014 kam ihre Biographie Frei in den Handel, an der sie im Gegensatz zur Biographie LaFee: Das erste Mal als Autorin beteiligt war.
Ab 2015 erschienen insgesamt acht neue Songs, die in der Serie Alles was zählt von ihrer Serienrolle „Iva Lukowski“ vorgestellt wurden. Darunter war das Lied Was bleibt, mit dem sich LaFee im März 2015 nach vier Jahren erstmals wieder in den deutschen Singlecharts platzierte.
Am 16. November 2018 wurde ihre Single Kartenhaus inklusive Musikvideo veröffentlicht.
Im November nahm sie am Musikprojekt Hand in Hand teil, wobei das gleichnamige Lied aufgenommen und als Single am 6. November 2020 veröffentlicht wurde.
Am 26. Februar 2021 wurde die Single (Ich bin ein) Material Girl, eine Coverversion von Madonnas Material Girl, veröffentlicht. Ihr fünftes Studioalbum mit dem Titel Zurück in die Zukunft wurde zunächst für Mai 2021 angekündigt und dann auf August verschoben. Es wird über das auf Schlager und Volkstümliche Musik spezialisierte Musiklabel Telamo vertrieben. Ihren ersten offiziellen Auftritt nach zehn Jahren hatte LaFee am 27. Februar in der ARD-Show Schlagerchampions. Am 30. April wurde die Single Halt mich fest veröffentlicht, eine deutschsprachige Coverversion von Take On Me von a-ha. Das Musikvideo dazu erschien am selben Tag auf Youtube Premiere und ist an das Originalvideo angelehnt.
Am 20. August 2021 erschien nach über zehn Jahren ihr fünftes Studioalbum Zurück in die Zukunft. Die limitierte Fanbox enthält neben Merchandising (Poster, Autogrammkarte) eine zusätzliche CD namens Zurück in die Vergangenheit, auf der frühere Lieder von LaFee im neuen Sound und abgeänderten Texten enthalten sind, darunter Virus, Prinzesschen und Heul doch, wobei bei Virus sämtliche Beleidigungen umgetextet wurden. Mit dem Album erreichte LaFee nach zwölf Jahren erneut die Top 10 (Platz 7) der Albumcharts. Zuletzt war Ring Frei im Januar 2009 auf Platz 6 der Charts gelangt. 
Im Sommer 2024 wurde erstmals nach 15 Jahren eine Tour mit dem Namen Kriegerin 2005 - 2024 für Dezember 2024 angekündigt. Die 5 Konzerte waren nach kurzer Zeit ausverkauft. 
Kurz vor Start der Tour veröffentlichte LaFee am 13. Dezember 2024 ihre neue Single Königin der Nacht.
Aufgrund der positiven Resonanz wurde die Tour im Januar 2025 fortgesetzt. Am 17. Januar 2025 erschien die nächste Single Kriegerin, deren Musikvideo auf dem Konzert in Oberhausen gedreht wurde. 
Im Februar 2025 kündigte LaFee für November 2025 die Schatten & Licht Tour sowie ein neues Album an.
Am 27. Juni 2025 erschien mit Benzin eine weitere Single. 

## Die Band
Teil der Band hinter LaFee waren der Gitarrist Ricky Garcia, Schlagzeuger Tamon Nuessner, Bassist Goran Vujic sowie Keyboarder Klaus Hochhäuser. Anfangs war Bassist Omar Ibrahim Mitglied der Band, der aufgrund seines Musikstudiums jedoch Ende 2006 ausstieg. Die ursprüngliche Band mit Ibrahim war nach Angaben von Klein schon vor LaFee eine eingespielte Band. Klein berichtet in Interviews, dass sie auf der Suche nach Musikern bewusst nach erfahreneren Leuten Ausschau hielt. Bei einem Konzert in Aachen soll sie schließlich die Musiker gefunden haben, die sie dann mit ihrem Manager ansprach. Die Band gab im Dezember 2009 auf ihren Webseiten ihren Ausstieg bekannt, um mit der Sängerin Jana Wall als neue Gruppe „Tief“ mit Beginn des Jahres 2010 weiter Musik zu machen. Als Grund wurden musikalische Differenzen angegeben.
Seit 2024 wird Lafee bei Live-Shows von dem Gitarristen Jean Bormann und dem Schlagzeuger Vassilios „Lucky“ Maniatopoulos unterstützt, die beide auch bei der Heavy-Metal-Band Rage aktiv sind, sowie dem Keyboarder Marco Grasshoff und dem Bassisten Robin Simon.

## Stil und Rezeption

Oft von LaFee auf ihrer linken Schläfe in Form eines Klebetattoos getragenes und auf Veröffentlichungen zu findendes Signet

Klein trat ab 2006 als LaFee in der Öffentlichkeit auf, vornehmlich dunkel gekleidet. Die Frankfurter Rundschau bezeichnete sie diesbezüglich „als Mischung aus Shakira und Gothic-Maus“. Auffällig war ihr aufgeklebtes Tattoo auf der linken Schläfe mit dem Kürzel „LF“ für „LaFee“.
Musikalisch setzte LaFee einer Rezension von 2007 zufolge auf „schlichten, harten Gitarrenrock“. Live wurde sie derweil von „breit grinsenden Rockmusikern, die ihre Augen hinter dunklen Sonnenbrillen verbergen“, begleitet. Inhaltlich thematisierte LaFee unter anderem sexuellen Missbrauch, Gewalt, Mobbing, jugendliche Todessehnsucht, psychische Krankheiten wie Bulimie oder auch Auswirkungen von Eheproblemen auf die jeweiligen Kinder. Dabei waren die „gewöhnungsbedürftigen“ Texte oftmals hart, deftig, derb und „provozierend-ordinär“. So waren Lieder von LaFee nur selten im Radio zu hören, Verkaufserfolge wurden größtenteils durch ihre Live-Auftritte und die konstante Unterstützung von Jugendmedien wie der Bravo generiert. „80 Prozent ihrer Fans hätten LaFee gerne als große Schwester“, laut Beschreibungen aus dem Jahr 2007 bestanden diese großteils aus Kindern im Grundschulalter. Das Hauptpublikum bei Konzerten war „sechs bis vierzehn Jahre alt“; teils begleitet von deren Eltern. Studioalben LaFees schnitten in den Charts tendenziell besser als die jeweiligen Singles ab, was als Indiz dafür interpretiert wurde, dass sie „viele anspruchsvolle und finanzkräftige Hörer und Käufer hat“. Um diese Käuferschicht weiter für sich zu erschließen, wendete sich das Management ab 2007 auch verstärkt an „seriöse Medien wie Stern, Vanity Fair oder die taz“.
Musikkritiker berichteten über LaFee häufig eher negativ. So bezeichnete David Kleingers LaFee 2007 auf Spiegel Online als „rheinländisches Rock-Rumpelstilzchen […], deren Texte jedem Nachhilfelehrer die Schamesröte ins Gesicht treiben“, kritisierte selbige als „lebensfremdes Klischee von Jugendsprache“ und die Musik als „zähen Gummibärchen-Gothic, der keine Omi mehr erschreckt“, „im Hintergrund rumpeln dazu die immergleichen Gitarrenriffs“. In der Plattenkritik zum Anfang 2009 erschienenen dritten Album Ring frei schloss sich laut.de dieser Einschätzung an. So setze die Sängerin „erneut zum gnadenlosen Sturzflug ins Niveau-Nirwana an“, das in den Texten transportierte „LaFee-Weltbild ist ein schlichtes“. In den Nürnberger Nachrichten wird LaFees „Kuschel-Gothic“ mit ihren „euphorischen Mitsing-Refrains“ zudem als eine Art „Überraschungsei-Version von Rammstein“ bezeichnet. LaFee gehöre „zur neuen Garde des Teenager-Aggro-Rocks“, bei dem es hauptsächlich darum gehe, „mit verzerrten Gitarren und ebensolchen Gesichtern Aggression und Kummer auszudrücken“. Jugendliche Unbeschwertheit hingegen finde bei LaFee nicht statt.
Mitunter wurde aber auch weniger hart geurteilt. So sei zwar „im Vorfeld akribisch geplant, getüftelt und ein stimmiges Marketingkonzept entwickelt“ worden, um das „Produkt“ LaFee bestmöglich zu verkaufen und die eigens zusammengestellte LaFee-Band habe „auf dem Album anscheinend keinen einzigen Ton gespielt“, jedoch liefere LaFee „authentischen Teen-Pop […] mit zum Teil erstaunlich hart rockenden Gitarren […] und fluffigen Synthie- und Keyboardteppichen“. Man müsse die Macher zu einem „perfekt durchgestylten Kunstprodukt“ beglückwünschen. Während der Live-Auftritte seien „Gesang und Musik […] überzeugend gut“, LaFees „Posen sitzen und auf der Bühne behält sie jederzeit die Kontrolle über Show und Publikum.“

## Privates
Am 27. August 2022 heiratete LaFee ihren Partner. Die Hochzeit fand auf Schloss Arff in Köln statt. Im Juli 2023 wurden sie Eltern eines Sohnes.

## Diskografie

Bis 2010 genutztes Logo

Studioalben

| Jahr | Titel Musiklabel                       | Höchstplatzierung, Gesamtwochen, AuszeichnungChartplatzierungen (Jahr, Titel, Musiklabel, Platzierungen, Wochen, Auszeichnungen, Anmerkungen) | Höchstplatzierung, Gesamtwochen, AuszeichnungChartplatzierungen (Jahr, Titel, Musiklabel, Platzierungen, Wochen, Auszeichnungen, Anmerkungen) | Höchstplatzierung, Gesamtwochen, AuszeichnungChartplatzierungen (Jahr, Titel, Musiklabel, Platzierungen, Wochen, Auszeichnungen, Anmerkungen) | Anmerkungen                                             |
| Jahr | Titel Musiklabel                       | DE | AT | CH | Anmerkungen                                             |
| ---- | -------------------------------------- | --- | --- | --- | ------------------------------------------------------- |
| 2006 | LaFee Capitol Records (EMI)            | DE1 ×3Dreifachgold · (64 Wo.)DE | AT1 Platin · (43 Wo.)AT | CH19 (29 Wo.)CH | Erstveröffentlichung: 22. Juni 2006 Verkäufe: + 320.000 |
| 2007 | Jetzt erst recht Capitol Records (EMI) | DE1 Platin · (36 Wo.)DE | AT1 Gold · (24 Wo.)AT | CH14 (13 Wo.)CH | Erstveröffentlichung: 6. Juli 2007 Verkäufe: + 210.000  |
| 2009 | Ring frei Electrola (EMI)              | DE6 (15 Wo.)DE | AT5 Gold · (13 Wo.)AT | CH21 (7 Wo.)CH | Erstveröffentlichung: 2. Januar 2009 Verkäufe: + 10.000 |
| 2011 | Frei Capitol Records (EMI)             | DE14 (2 Wo.)DE | AT21 (1 Wo.)AT | CH34 (2 Wo.)CH | Erstveröffentlichung: 4. Juli 2011                      |
| 2021 | Zurück in die Zukunft Telamo (WMG)     | DE7 (3 Wo.)DE | AT14 (2 Wo.)AT | CH54 (1 Wo.)CH | Erstveröffentlichung: 20. August 2021                   |

## Auszeichnungen
Bravo Otto

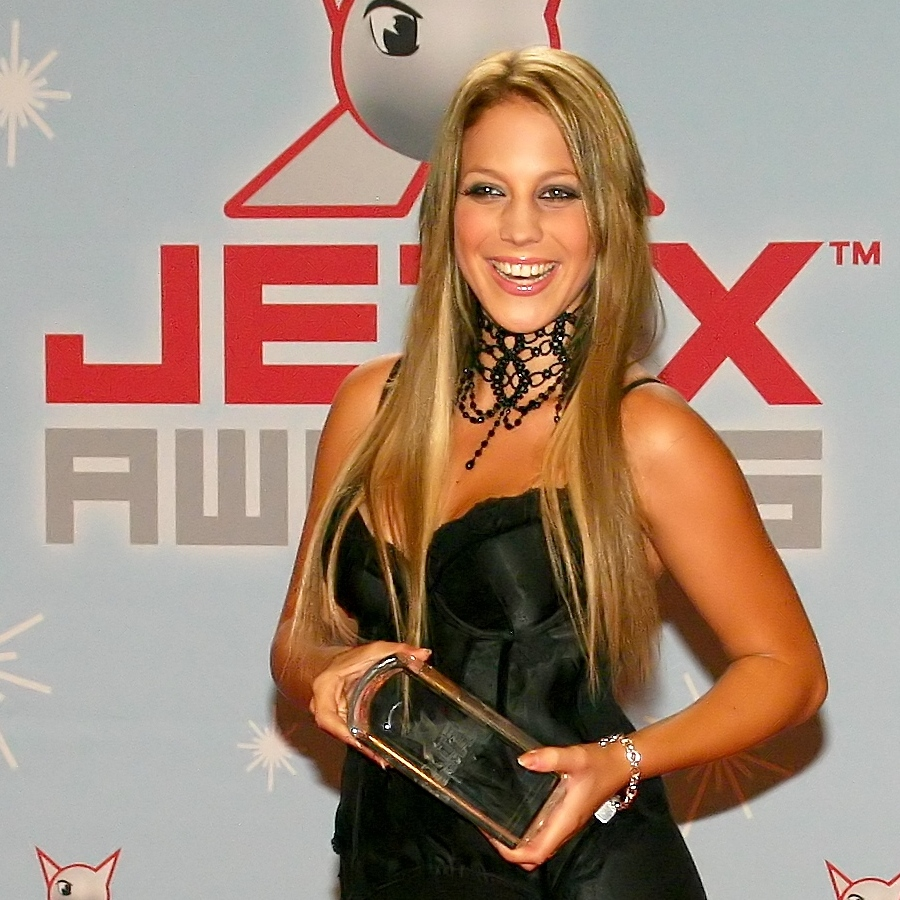
LaFee bei der Jetix-Award-Verleihung im Rahmen der Jugendmesse YOU in Berlin, 2008

- 2006: „Silber“ in der Kategorie „Supersängerin“
- 2007: „Gold“ in der Kategorie „Beste Sängerin“

ECHO Pop
- 2007: in der Kategorie „Künstlerin National Pop“
- 2007: in der Kategorie „Bester Newcomer National“
- 2008: in der Kategorie „Künstlerin National Pop“

Goldene Stimmgabel
- 2007: in der Kategorie „Shooting Star“

Jetix-Award
- 2007: in der Kategorie „Heißeste Sängerin“
- 2008: in der Kategorie „Bester Solo-Act“

Nick Kids’ Choice Awards (Deutschland)
- 2007: in der Kategorie „Lieblingssänger“